# Hkakabo Razi
Hkakabo Razi és la muntanya més alta del sud-est asiàtic. Està situada a les muntanyes Kumon, a l'estat de Kachin, al nord de Myanmar, i molt a prop de la frontera amb l'Índia i la Xina. El cim està dins del Parc Nacional de Hkakabo Razi.
És totalment muntanyós i està compost, començant per baix, per una ampla selva perenne, per una zona temperada subtropical des dels 2.400 m fins als 2.700 m, per boscos de fulla ample, semicaducifolis i finalment per boscos de neu amb fulla petita perenne. Damunt dels 3.400 m, la zona forestal és de tipus bosc alpí. Encara més amunt, al voltant dels 4.600 m, el terreny esdevé estèril pel fred i la neu permanent de les glaceres. Al voltant dels 5.300 m, hi ha un gran casquet glacial.